# Dolores Moreira
Dolores Moreira Faschini (ur. 16 lutego 1999) – urugwajska żeglarka startująca w międzynarodowej klasie Laser Radial. Trenuje w Yacht Club Uruguayo w Montevideo.

## Życiorys
Córka Ernesto Moreira i Marieli Fraschini. Żeglować zaczęła w wieku 9 lat. Od 2014 roku jej trenerem jest Luis Chiapparro, były urugwajski żeglarz. W 2016 roku zakwalifikowała się na Igrzyska Olimpijskie w Rio w klasie Laser Radial. Dostąpiła również zaszczytu bycia chorążym i niesienia flagi Urugwaju podczas ceremonii otwarcia.
W 2015 została otrzymała nagrodę Altar Olímpico dla najlepszego urugwajskiego sportowca roku.

## Osiągnięcia
- 2015 - srebrny medal na Pan American Games - Toronto w Kanadzie[5]
- 2016 - złoty medal na Młodzieżowych Mistrzostwach Świata (Youth Worlds) w Auckland w Nowej Zelandii[3]
- 2017 - brązowy medal  Finał Pucharu Świata - Santander w Hiszpanii[5]
- 2017 - srebrny medal -  Mistrzostwa Świata Młodych Żeglarzy 2017 - Sanya w Chinach[6]
- 2018 - złoty medal podczas Enoshima Olympic Week 2018[7]